# Tromla
Tromla, de son vrai nom Christoph Hans, est un batteur et chanteur allemand, né le 5 janvier 1975 à Saint-Ingbert.
Dès son plus jeune âge, Chris Hans est batteur au sein de l'orchestre des jeunes de la Sarre.
En 1997, il intègre le groupe Reaktor en tant que chanteur-batteur. Depuis cette même année, il accompagne à la batterie différents DJs issus de la musique électronique, comme, par exemple, Blake Baxter, Märtini Brös ou Cristian Vogel. À partir de 2005, il entreprend et mène à bien un projet solo pour lequel il s'accompagne au chant avec des claviers. Enfin, depuis 2012, en collaboration avec la guitariste et chanteuse Natalie Kielbassa, il compose et interprète la musique du duo Ja! Ja! Ja!.

## Discographie
- 2000: electrosuperstars (avec Reaktor)
- 2004: Hyperdimension (avec Reaktor)
- 2011: Eintopf